# مارتن راشكا
مارتن راشكا (بالتشيكية: Martin Raška)‏ هو لاعب كرة قدم تشيكي في مركز حراسة المرمى، ولد في 31 يناير 1977 في أوسترافا في جمهورية التشيك. شارك مع منتخب جمهورية التشيك تحت 21 سنة لكرة القدم. أما مع النوادي، فقد لعب مع بانيك أوسترافا ونادي سبارتاك ترنافا ونادي ميتييلاند.

## وصلات خارجية
- مارتن راشكا على موقع الاتحاد الأوربي (الإنجليزية)
- مارتن راشكا على موقع الاتحاد التشيكي (الإنجليزية)
- مارتن راشكا على موقع قاعدة بيانات كرة القدم.إي يو (الإنجليزية)
- مارتن راشكا على موقع Soccerway.com (الإنجليزية)